# (39559) 1992 OL8
(39559) 1992 OL8 là một tiểu hành tinh vành đai chính. Nó được phát hiện bởi Henri Debehogne và Álvaro López-García ở Đài thiên văn La Silla ở Chile ngày 22 tháng 7 năm 1992.